# Mimesis
For mimesis indenfor evolutionær biologi: se mimicry.
Mimesis er et begreb, der navnlig bruges inden for kunst og litteratur, hvor det refererer til kunstens efterligning af virkeligheden. Begrebet grundlagdes af de græske filosoffer Platon og Aristoteles, der definerede mimesis som kunstens væsen. Ordet er dog kendt før, men hos de to filosoffer blev det systematisk anvendt som en måde at opfatte kunsten på. Ordet mimesis stammer oprindeligt fra græsk, og dets rod, mimos betyder 'en person der efterligner noget'. Dets præcise betydning er svært at definere, men kan oversættes både som imitation, spejling, reproduktion, produktion eller repræsentation. De mange betydninger af mimesis vidner om begrebets lange historie. Siden renæssancen har mimesis været et centralt begreb i kunsten, og har i det tyvende århundrede spillet en betydelig rolle indenfor for blandt andet narratologi, moralfilosofi, postkolonialisme og antropologi.

## Historie
Begrebet blev grundlagt af de græske filosoffer Platon og Aristoteles i 300-400 tallet f.Kr. De har dog hver især deres syn på mimesis. I Staten lader Platon Sokrates fremføre en kritik af kunsten og litteraturen, fordi de er mimetiske. Kunsten efterligner fænomenerne, det, der allerede eksisterer, og fjerner sig derved fra den ideale verden. Gennem sit talerør, Sokrates, kritiserer Platon den græske digter Homer for at benytte sig af mimesis i sit episke digt Iliaden. Homer beretter sjældent selv, men lader karaktererne fortælle og fremsætte tanker. Platon foretrækker derimod genfortælling frem for den mimetiske efterligning hvor karakterne selv beretter. Genfortællingen kalder Platon diegetisk.
Aristoteles opfatter mimesis som en naturlig tilbøjelighed i mennesket til at efterligne og gengive. Dette finder han særligt udtrykt i det græske tragiske drama. Han forstår tragedien som en efterligning (mimesis) af menneskets handlinger. Han ser derfor anderledes positivt på Homers digtning. I sin Poetik hyldes Homer for netop sin mimetiske fortællemåde, hvilket kan opfattes som et angreb på Platons negative opfattelse af Homers digtning. I modsætning til Platon opfatter Aristoteles al kunst, også genfortællingen (diegesen), som mimetisk. Evnen til kunst er således evnen til efterligning, og Aristoteles anser denne evne som iboende i mennesket.

## Fra renæssancen til moderne tid
De to filosoffers fremhævelse af enten den diegetiske fortællemåde (Platon), eller den mimetiske (Aristoteles), er blevet grundlæggende skel i opfattelsen af kunst og litteratur. Fra græsk til latin blev mimesis til imitatio (efterligning), og fra renæssancen og op til romantikken var mimesis et centralt begreb. Denne længere periode er ofte refereret til under den samlede betegnelse klassicismen, hvis kunstsyn var stærkt påvirket af Aristoteles' mimesisopfattelse. Kunsten efterligner eller imiterer virkeligheden, og er ikke noget selvstændigt, men udspringer af for eksempel naturen eller menneskets handlinger. Denne efterligningslære var et norm i klassicismen, men blev udfordret hen mod 1700-tallets slutning af en opfattelse af kunstværkets autonomi samt kunstens egen skabende kraft. Romantikken havde en anden opfattelse af kunst end klassicismens grundlæggende idé om efterligning. Her opfattedes kunstneren som skabende, og efterligning blev derved noget sekundært.

## Mimesis i moderne litteraturvidenskab
Begrebet har lagt titel til den tyske filolog og litteraturhistoriker Erich Auerbachs hovedværk, Mimesis fra 1946. Her skriver han om virkelighedsfremstillingen i europæisk litteratur.

### Intertekstualitet
Den fransk-bulgarske semiotiker og filosof, Julia Kristeva har i sine undersøgelser af intertekstualitet udfordret den måde, man siden romantikken ofte har anset litterære frembringelser som originale kunstværker på. Kristeva understreger den enkelte tekst eller værks relation, spil og påvirkning af andre tekster. En original står derfor aldrig alene, men efterligner og efterlignes af andre tekster.

### Mimicry
Indenfor postkoloniale studier findes det beslægtede begreb mimicry. Ganske kort betegner mimicry den mimen eller efterligning af kolonimagtens normer eller værdier, der kan forekomme hos en person fra den koloniserede kultur. Mimicry er oprindeligt et naturvidenskabeligt begreb, der betegner det fænomen, at et dyr efterligner et andet dyr (eksempelvis udseende eller adfærd) for at beskytte sig selv.